# Taccjana Lichtarovič
Taccjana Aljaksandraŭna Lichtarovič (in bielorusso Таццяна Аляксандраўна Ліхтаровіч?; Minsk, 29 marzo 1988) è una cestista bielorussa.

## Carriera
Con la Bielorussia ha disputato due edizioni dei Giochi olimpici (Pechino 2008, Rio de Janeiro 2016), due dei Campionati mondiali (2010, 2014) e sei dei Campionati europei (2011, 2013, 2015, 2017, 2019, 2021).